# Pekmez
Le pekmez est un sirop foncé (ou mélasse) de fruit typique de la cuisine turque. 

## Origine
Dans la région d’Antalya, le raisin est écrasé dans des tekne (cuves en bois). Le jus est ensuite concentré dans des kazan (petites marmites en cuivre). Pour clarifier ces jus, une pratique très ancienne est encore utilisée : le collage avec une terre locale (toprak) extraite de la montagne proche. Cette terre s’est révélée être constituée d’argile et de chaux. Après le premier chauffage, qui dure quelques heures, le dépôt a sédimenté et il est filtré dans un sac de jute. Puis ce sirop noir et épais est chauffé une seconde fois pour accentuer la concentration. C'est ce sirop de raisin qui est appelé üzüm pekmezi et qui sert à agrémenter le petit déjeuner ou à conserver, pour l’hiver, des courgettes et des aubergines. Il contient principalement des sucres dont le glucose (19,4 %) et du fructose (24,3 %). 
La fabrication du pekmez est à l'origine de deux techniques de fabrication du vin, le collage et la désacidification ; en effet, l’utilisation d’une argile calcaire pour la clarification entre deux chauffes serait à l’origine de ces deux pratiques.

## Autrespekmez
D'autres pekmez sont élaborés par réduction en chauffant des jus de fruit qui se transforment en une mélasse foncée, sucrée et sirupeuse. Les fruits utilisés sont la figue, la datte, la mûre, la caroube ou encore la grenade.
Les pekmez élaborés à partir de mûre, de caroube et de figue sont appelés dut pekmezi (variante produite notamment dans la province d’Adıyaman), harnup pekmezi et incir pekmezi respectivement en Turquie. Le dibis est un produit similaire élaboré à partir de dattes.
Le pekmez est la principale source d’énergie pour les hivers rigoureux du plateau anatolien de Turquie. On utilise le pekmez comme pâte à tartiner et, en cuisine, comme un substitut du sucre ou mélangé avec du tahini (crème de sésame).